# The Surfrajettes
The Surfrajettes sind eine 2015 gegründete kanadische Instrumental-Surf-Rock-Band aus Toronto, Ontario.

## Geschichte
Die Gruppe besteht aus vier weiblichen Mitgliedern die im typischen 60er-Jahre-Retro-Look und mit der Zeit entstammenden Instrumenten auftreten. Die meisten Lieder werden von den Gitarristinnen Nicole Damoff und Shermy Freeman geschrieben. Neben mehreren Solokonzerten trat die Band auf zahlreichen Musikfestivals in den USA und Kanada auf.
Seit 2017 ist die Gruppe bei dem Independent-Label Hi-Tide Recordings unter Vertrag. Noch vor der ersten Plattenveröffentlichung verließ die Bassistin Linda die Band. Schlagzeugerin Amber verließ die Band, wie von ihr auf Instagram angekündigt, kurz darauf.
Mit ihrer Surfversion des Britney Spears Klassikers Toxic erlangte die Band 2018 auf ihrem YouTube-Kanal überregionale Aufmerksamkeit.
Das 2022 erschienen Debütalbum Roller Fink enthält neben Eigenkompositionen auch Neuinterpretationen des Beatles Titels She Loves You und Blondies Heart of Glass im klassischen Surfstyle.

## Diskografie

### Singles
- 2017: The Surfrajettes (EP)
- 2018: Party Line / Toxic
- 2020: Hale’iwa Hustle / Banzai Pipeline
- 2022: Warm Up / Couch Surfing
- 2022: El Condor Pasa
- 2024: Easy as Pie

### Alben
- 2022: Roller Fink
- 2024: Easy As Pie